# Lago morenico

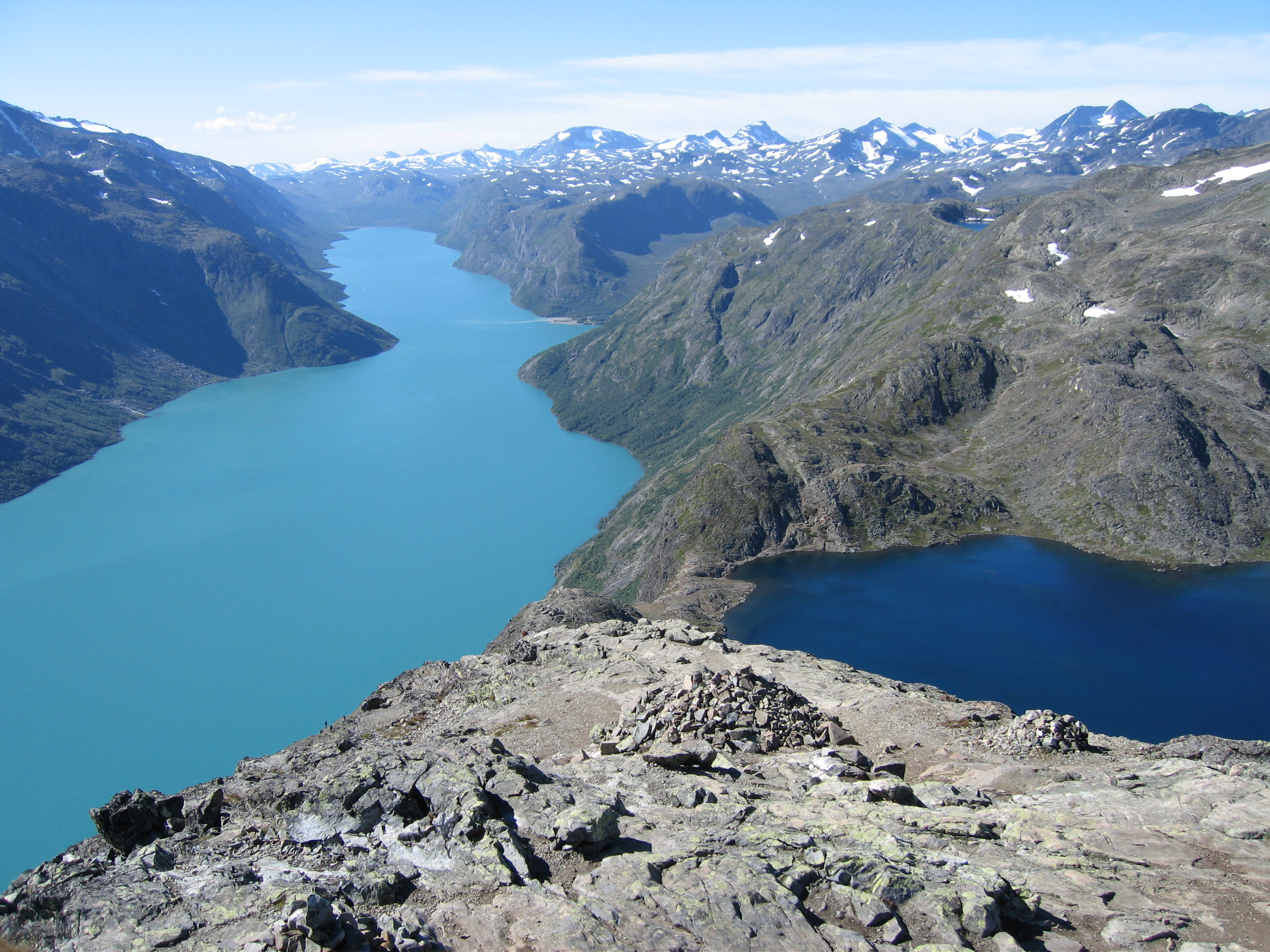
Esempio di laghi morenici in Norvegia: lago Gjende (a sin.) e lago Bessvatnet.

Un lago morenico o lago di morena è un lago di sbarramento che si forma quando il corso di un fiume è bloccato nel suo scorrimento verso valle da una morena frontale che, se a forma a semicerchio, prende il nome di anfiteatro morenico. I laghi morenici occupano la parte terminale di una valle formatasi per escavazione glaciale.
Spesso questi laghi hanno una forma stretta e allungata nella direzione della valle. In questo caso, appartengono al tipo dei laghi glaciali nastriformi. 

## Laghi morenici italiani
Si trovano tutti nella zona prealpina e tra essi ci sono i quattro maggiori laghi italiani per estensione. Nella tabella sottostante sono elencati i primi otto laghi più vasti.
| P. | Nome               | Area (km²) | Profondità max (m) | Altitudine (m.s.l.m.) | Regioni o Stati                        | Immissari principali             | Emissario | Isole principali               |
| -- | ------------------ | ---------- | ------------------ | --------------------- | -------------------------------------- | -------------------------------- | --------- | ------------------------------ |
| 1  | Garda (Benaco)     | 370        | 346                | 65                    | Lombardia, Veneto, Trentino-Alto Adige | Sarca, altri 25                  | Mincio    | Isola del Garda, San Biagio    |
| 2  | Maggiore (Verbano) | 212        | 372                | 193                   | Lombardia, Piemonte, Svizzera          | Ticino, Maggia, Toce, Tresa      | Ticino    | Isole Borromee                 |
| 3  | Como (Lario)       | 145        | 410                | 197                   | Lombardia                              | Adda, Mera, Fiumelatte, Pioverna | Adda      | Isola Comacina                 |
| 4  | Iseo (Sebino)      | 65         | 251                | 185                   | Lombardia                              | Oglio, Borlezza                  | Oglio     | Monte Isola, Loreto, San Paolo |
| 5  | Lugano (Ceresio)   | 50         | 288                | 271                   | Lombardia, Svizzera                    | Vedeggio, Cassarate, Magliasina  | Tresa     |                                |
| 6  | Orta (Cusio)       | 18         | 143                | 290                   | Piemonte                               | Sorgenti sotterranee             | Nigoglia  | Isola di San Giulio            |
| 7  | Varese             | 15         | 26                 | 238                   | Lombardia                              | Brabbia, Tinella                 | Bardello  | Isolino Virginia               |
| 8  | Idro (Eridio)      | 10,9       | 122                | 368                   | Lombardia, Trentino-Alto Adige         | Chiese, Re di Anfo, Caffaro      | Chiese    |                                |

## Laghi morenici nel mondo
- Argentina/Cile: Lago Buenos Aires
- Cile: Lago Calafquén, Lago Panguipulli
- Irlanda: Lough Dan
- Montenegro: Lago di Plav
- Nepal: Tsho Rolpa
- Nuova Zelanda: Lago Hawea, Lago Ohau, Lago Pukaki, Lago Tekapo, Lago Wakatipu e Lago Wanaka (tutti nell'Isola del Sud)
- Polonia: Morskie Oko, nei pressi di Zakopane
- Svizzera: Lago di Zurigo
- Slovacchia: Štrbské pleso
- Stati Uniti: Lago Donner in California, Flathead Lake in Montana, Mille Lacs Lake in Minnesota, Wallowa Lake in Oregon
- Regno Unito (Galles): Llyn Peris e il suo gemello Llyn Padarn

Nel XIX secolo l'esploratore argentino Francisco Moreno suggerì che molti laghi in Patagonia, le cui acque defluiscono nel Pacifico, farebbero parte del bacino atlantico, se l'ostruzione causata da morene durante le glaciazioni del quaternario non ne avessero mutato il deflusso verso ovest. Perciò essendo questi laghi originariamente del bacino atlantico, secondo l'esploratore avrebbero dovuto essere assegnati all'Argentina.
La maggior parte dei laghi situati nell'Himalaya nepalese sono anch'essi di tipo morenico, con la possibilità di riversare le loro acque a valle, rendendo l'area sottostante ad alto rischio di inondazioni.